# Arricano Real Estate Plc
Arricano Real Estate Plc — публічна компанія з обмеженою відповідальністю, яка працює в сфері комерційної нерухомості.

## Історія
Компанію Arricano Real Estate Plc було засновано 31 січня 2008 року в формі компанії з обмеженою відповідальністю Аррікано Трейдінг Лімітед. Теперішню назву було отримано після реорганізації 12 вересня 2012 року.
В 2005 році почав свою роботу мажоритарний акціонер Arricano Real Estate Plc — Retail Real Estate S.A. (Люксембург) — через дочірнє підприємство на ринку комерційної нерухомості України. Перша черга київського торговельно-розважального комплексу ТРК Sky Mall з’явилась в 2007 році. Для подальшого розвитку проектів було отримано фінансування від АБ «УкрСиббанк» на загальну суму $ 13 млн.
11 жовтня 2008 року відбулося відкриття торговельно-розважального центру «Сонячна Галерея» у Кривому Розі (орендна площа (GLA) 35 500 кв.м.)
У 2008 році компанія Arricano уклала кредитний договір з Європейським банком реконструкції та розвитку (ЄБРР) в Україні, умовами якого передбачена можливість отримання максимальної суми фінансування на загальну суму до $ 139 млн. 307 тис.
Дочірні підприємства, що входять до складу Retail Real Estate S.A., і які об’єднуються в групу компаній, на чолі яких стоїть Arricano як холдингова компанія для подальшого будівництва професійних торговельних центрів та управління комерційною нерухомістю в Україні.
У 2010 році відбулось відкриття другої черги одного з найбільших ТРЦ Києва Sky Mall, загальною площею (GBA) торговельного центру — 88 000 кв.м, в тому числі орендна площа (GLA) — 68 000 кв.м.
Інвестиційний фонд Dragon-Ukrainian Properties & Development Plc (DUPD) придбав 35% акцій компанії Arricano Trading Limited, вклавши суму $30 млн.
Запуск четвертого реалізованого Arricano проекту відбувся у Запоріжжі 2011 року відкриттям торговельно-розважального комплексу City Mall загальною орендною площею (GLA) 21 450 кв.м.
У 2012 році в Києві введено в експлуатацію торговельно-розважальний центр «РайОN», орендна площа (GLA) якого складає 24 350 кв.м. Цього ж року розпочалося будівництво ТРК «Проспект» в Києві.
В 2013 році Arricano отримує 4 кредитні лінії від українських та міжнародних банків на загальну суму близько $100 млн.: кредит в червні на суму $25 млн.; кредит в липні на корпоративному рівні від банку UBS на $28,8 млн.; кредит в серпні від банку «Райффайзен Банк Аваль» (Київ) на суму $15 млн.; кредит в жовтні від українського банку «Ощадбанк» на будівництво ТРК «Проспект» на суму $30 млн.
З вересня 2013 року акції компанії розміщено на ринку альтернативних інвестицій AIM Лондонської фондової біржі. Ринкова капіталізація Arricano Real Estate Plc на момент розміщення становила близько $ 241 млн. Після кризи 2008—2009 років це перше публічне розміщення акцій українською девелоперською компанією та перше українське IPO (перше публічне розміщення акцій) в 2013 році. В результаті розміщення акцій компанія Arricano Real Estate Plc отримала дохід в розмірі $ 24 млн. у формі грошових коштів, а також придбала 4 активи, оціночна вартість яких на момент розміщення становила $ 66 млн. в обмін на акції, що випущені для цілей IPO.
Цього ж року розпочато роботу над розвитком проекту ТРК Lukianivka Mall в Києві.
На початку 2014 року Arricano відкриває другу чергу торговельно-розважального комплексу «Південна Галерея» в Сімферополі, загальна орендна площа (GLA) якого складає 32 200 кв.м. У вересні відбулось офіційне відкриття торговельно-розважального комплексу «Проспект» у Києві, загальна орендна площа (GLA) якого складає 30 400 кв.м. Цього ж року відкрито кредитну лінію ЄБРР для Arricano на суму $ 25 млн. для подальшого рефінансування ТРК «Проспект». 19 серпня 2014 року Лондонським міжнародним арбітражним судом (LCIA) прийнято рішення на користь Arricano та відновлено право компанії на викуп мажоритарного пакету акцій проекту ТРК Sky Mall на умовах договору 2010 року.
В 2015 році проект ТРК Odessa Mall отримав підтримку місцевих органів влади та губернатора Одеської області. Прокуратура Одеської області відкликала позов про визнання незаконним рішення Одеської міськради щодо затвердження детального плану території, який було розроблено за участі Arricano.
В травні 2015 року компанія Arricano стає учасником соціального проекту спільної дії «Зробимо разом!», що передбачає об’єднання зусиль київської міської влади, представників бізнесу та громадськості Києва за для створення комфортного середовища для мешканців та гостей міста, підвищення якості життя в столиці. В рамках цього проекту компанія Arricano запропонувала проект будівництва ТРК Lukianivka Mall та супровідний до нього масштабний проект по реконструкції вулично-дорожньої мережі на вул. Дегтярівській, 7 в районі станції метрополітену «Лук’янівська», Лук’янівської площі та пам’яток архітектури на території ТРК. Кредитний договір на будівництво підписано із Райффайзен Банк Аваль на 140 млн грн ($5,15 млн) зі строком погашения до 31 грудня 2023 року для часткового фінансування будівництва центру. Запуск в експлуатацію намічено на 2020 рік.
З  2016 року за підтримки Arricano у вишах Києва (Київський національний університет технологій та дизайну та Київський національний торговельно-економічний університет) проходить соціальний освітній проект «Business 2 Students», ідея якого в тому, щоб надати активним студентам практичні знання від реальних представників бізнесу, можливості для прямого спілкування з першими особами компаній, доступ до інформації про вакансії і стажуваннях.

## Підрозділи
- 2008 — ТРК «Сонячна галерея» (Кривий Ріг)[25]
- 2010 — ТРК Sky Mall (Київ)[26]
- 2011 — ТРК City Mall (Запоріжжя)[27]
- 2012 — ТРЦ «РaйОN» (Київ)[28]
- 2014 — ТРК «Проспект» (Київ)[29][30]
- ТРК Odessa Mall (Одеса)[31] (в процесі будівництва)
- ТРК Lukianivka Mall (Київ)[32] (в процесі будівництва)
- ТРК «Петрівка» (Київ)[33] (в процесі будівництва)

### ТРК «Сонячна галерея» (Кривий Ріг)
ТРК «Сонячна галерея» відкрився в Саксаганському районі Кривого Рогу в вересні 2008 року. Комплекс — дворівнева будівля (GLA 35 500 кв. м), що містить в собі магазини відомих брендів, продуктовий гіпермаркет, дитячий ігровий комплекс, зону фуд-корту.
На території комплексу відбуваються міські художні виставки, майстер-класи, вистави (Різдвяний вертеп), спортивні заходи (спартакіада «Юність», велопробіг «Критеріум»), реалізуються соціальні програми.
Торгово-розважальний центр «Сонячна галерея» отримав пошкодження вибуховою хвилею внаслідок ракетної атаки 8 січня 2024 року, під час російського вторгнення в Україну: зруйновані панелі бокової частини, де знаходиться дитяча кімната.

### ТРК Sky Mall (Київ)
Урочисте відкриття ТРК Sky Mall відбулось 27 серпня 2010 року. Він розташований на проспекті Генерала Ватутіна (зараз — Романа Шухевича), 2.
В 2009-му році Хіллар Тедер запросив до проекту Андрія Адамовського для завершення будівництва ТРЦ Sky Mall (інвестиція $40 млн.), який отримав при цьому контрольний пакет акцій (50% +1 акція) з умовою, що за Тедером зберігається call-опціон (право викупу) частки Адамовського. Проте, в 2010-му Адамовський відмовився продавати свою частку з аргументацією про нібито порушення Тедером декількох умов договору. Судові розгляди, що супроводжували суперечку довкола права власності на об’єкт, відбувалися в британських, кіпрських та українських судах.
Крапку в судових розглядах 19 серпня 2014 року поставив Міжнародний комерційний  арбітраж LCIA в Лондоні, який ухвалив рішення на користь Arricano та відновив право компанії на викуп пакету акцій Адамовського через реалізацію call-опціону на умовах договору 2010 року за $51,4 млн. Це рішення LCIA Stockman Interhold S.A. (афілійоване з Андрієм Адамовським) спробувала оскаржити через апеляцію, проте 22 жовтня 2015 року Високий суд правосуддя відхилив апеляцію компанії.
В вересня 2014 року Stockman Interhold S.A. 100% корпоративних прав на об’єкт передано голландській компанії «Файненсінг енд Інвестмент Солюшнс Б.В.», а право власності на ТРЦ — оформлено банком «Південний» у зв’язку з наявністю непогашеної заборгованості в розмірі $32 млн. (керівництво компанії Arricano заявило про штучно створену заборгованість).
Повторна перереєстрація об’єкту відбулась 17 грудня 2014 року: 100% корпоративних прав української компанії власника проекту ТОВ «Призма Бета» передано з «Файненсінг Енд Інвестмент Солюшнс Б.В.» до ТОВ «Скай Холдінг» (Бориспіль). Arricano заявила, що реєстраційні дії було здійснено незаконно — за наявності діючих заборон на реєстраційні дії, що накладено судами та правоохоронними органами. Порушення при передачі 100% корпоративних прав ТОВ «Призма Бета» підтвердило розслідування Укрдержреєстру, за його результатами відомство звернулося до прокуратури. Керівництво компанії через ЗМІ звернулося до перших осіб держави з проханням забезпечити максимально прозорий, справедливий та оперативний розгляд справи Sky Mall.
Спір довкола ТРЦ Sky Mall ставав об’єктом журналістських розслідувань редакцій «Дзеркало тижня», «Інсайдер», програм «Слідство.Інфо», «Гроші», «Територія закону». Набувають розголосу в ЗМІ факти порушення майнових прав на ТРК SkyMall в Україні, тиск на компанію та її працівників через правоохоронні органи.
На кінець 2015 року SkyMall перебував у власності банку «Південний», операційний контроль над ТРЦ продовжували здійснювати компанії, афілійовані з Андрієм Адамовським.
В травні 2016-го Лондонський міжнародний арбітражний суд виніс рішення на користь Arricano, а в грудні 2017-го було принято рішення і Господарським судом Відділення королівської лави Вищого суду правосуддя — на чому завершилася судова частина в Лондоні. Процес перейшов в статус втілення в життя рішення суду.

## Рейтинги та нагороди
- 2012 — Друга позиція за кількістю побудованих професійних торговельних центрів та за їх сумарною орендною площею відповідно до рейтингу провідних девелоперів торговельної нерухомості, що складена Forbes, спеціалістами компаній Ernst & Young, CBRE, DTZ, Colliers та учасниками ринку[56][57]
- 2014 — 25 місце Хіллара Тедера в щорічному «Рейтингу рантьє» за версією журналу Forbes[58]
- 2015 — ТРК «Проспект» визнано найкращим об’єктом суспільного значення за результатами конкурсу «Державної архітектурно-будівельної інспекції України»[59]
- 2015 — Щорічний рейтинг торговельно-розважальних центрів України від Асоціації рітейлерів України. В номінації «Традиційний середній ТРЦ» першу позицію в рейтингу зайняв «Проспект», другу — «РайON»[60]
- 2016 — 7 місце Хіллара Тедера в щорічному «Рейтингу рантьє» за версією журналу Forbes[61]
- 2019 — Компанія «Arricano Real Estate Plc» увійшла до «Рейтингу ТОП—100: 500 найбільших компаній України» від видавництва «Економіка» та Delo.UA.[62]
  - 1 місце в категорії «Надання нерухомості в оренду»;
  - 46 місце в ТОП-100 компаній з прибутку;
  - 303 місце в ТОП-500 за обсягом прибутку.
- 2019 — VII Національна премія України в галузі роздрібної торгівлі Retail Awards «Вибір споживача—2018»[63]
  - ТРК «Сонячна галерея» — кращий торгівельно-розважальний комплекс Кривого Рогу;
  - ТРК City Mall — кращий торгівельно-розважальний комплекс Запоріжжя.